# Bernisse
Bernisse es un municipio anterior localizado en el oeste de Países Bajos, en la provincia de Holanda Meridional. Cubre un área de 68,47 km², de la que 12,35 km² están cubiertos por el agua. En marzo de 2014 tenía una población de 12.377 habitantes.
El municipio recibe su nombre del río Bernisse, que lo atraviesa.
Forma parte del área metropolitana de Róterdam y La Haya y fue creado el 1 de enero de 1980 por la fusión de los antiguos municipios de Abbenbroek, Oudenhoorn, Zuidland, y partes de los municipios Geervliet (incluyendo Simonshaven) y Heenvliet. Los núcleos de población que lo forman son: Abbenbroek, donde se encuentra el ayuntamiento, Biert, Geervliet, Heenvliet, Oudenhoorn, Simonshaven, Zuidland.
Bernisse fue un municipio independiente hasta el 1 de enero de 2015, cuando se fusionó con Spijkenisse para formar el nuevo municipio de Nissewaard.